# Carlos Pereira Nogueira
Carlos Pereira Nogueira (Belém (Pará), 2 de abril de 1909 — Rio de Janeiro, 30 de abril de 1996) foi um político brasileiro. Exerceu o mandato de deputado federal pelo Pará em 1946-1951. Nogueira era filho de Raimunda Pereira Nogueira e Raimundo Augusto Nogueira.  Ele teve cinco filhos e se casou por duas vezes, com Maria Silvia Nogueira e Cecília Heilborn Nogueira, respectivamente. 
Nogueira fez o curso de odontologia e se formou em 1930, e um tempo depois, no ano de 1941 fez bacharel no Rio de Janeiro, na faculdade Nacional de Direito da Universidade do Brasil. Além disso, Nogueira teve outros empregos, dos quais se destacam o de funcionário municipal, jornalista, assessor técnico da Secretaria de Segurança Pública, onde depois se tornou diretor da empresa. Ele também trabalhou na Caixa Econômica Federal.
No ano de 1945, Nogueira passou a fazer parte do pleito, e devido à isso, em dezembro do mesmo ano, representando o Partido Social Democrático, elegeu-se deputado à na Assembléia Nacional Constituinte do estado do Pará. Alguns meses depois, em fevereiro de 1946, Nogueira assumiu a cadeira e começou a exercer suas funções. Dentre elas, participações dos trabalhos constituintes. Nogueira, nesse mesmo ano, também começou a exercer um mandato ordinário como membro da Comissão Permanente de Diplomacia, após uma promulgação da nova Carta, na data de (18/09/1946).
Quatro anos depois, em 1950, no mês de outubro, ele se candidatou novamente para disputar o cargo de de deputado federal, dessa vez no estado de São Paulo. A mudança não foi apenas de cidade, mas também de partido. Dessa vez, Nogueira passou a representar o Partido Trabalhista Nacional. Nessa época, Nogueira passou por alguns problemas em sua vida. Chegou inclusive a ser preso , na mesma época das eleições devido a acusações de que ele tinha planos de subornar o Tribunal Regional Eleitoral. Porém, a licença que foi feita para seu processo, que foi solicitada por esse mesmo orgão, foi negada. No ano seguinte, em 1951, ele resolveu deixar a Câmara.
Após sua saída da Câmara, Nogueira ficou por quase vinte anos afastado da vida política. Apenas em 1970, ele voltou a fazer parte, dessa vez no Ministério do Trabalho. Nessa seu novo cargo, ele ocupo a área de Superintendência  da Arrecadação e fiscalização.